# Härtetest (1998)
Härtetest ist eine Filmkomödie aus dem Jahre 1998. Der Film ist der erste abendfüllende Spielfilm von Regisseur Janek Rieke, der zugleich die Hauptrolle spielt. 

## Handlung
Jonas ist ein Mittzwanziger, der noch wohlbehütet bei den Eltern wohnt und in der Reederei seines Vaters auf das Berufsleben vorbereitet wird.
Seine Freundin verlässt ihn, weil er ihr zu ängstlich ist. Dann lernt er die selbstbewusste Fahrrad-Kurierin Lena kennen. Für Jonas ist es Liebe auf den ersten Blick, sie aber stellt ihm eine Reihe Aufgaben, in denen er beweisen soll, dass er kein „Weichei“ ist.
Jonas hilft Lena bei radikalen Umwelt-Aktionen, prügelt sich mit einem eifersüchtigen Nebenbuhler und kämpft gegen eine Horde Skinheads. Am Ende besteht er die Prüfungen und lernt, sich seinen Eltern gegenüber durchzusetzen.

## Kritiken
„Eine mit Witz und viel Gespür für Pointen und Timing entwickelte Initiationskomödie um den Gegensatz von falsch verstandenem Mut und echter Zivilcourage, unverkrampft inszeniert und erfrischend unbekümmert gespielt.“

„Der junge Filmemacher Janek Rieke hat es gewagt, eine weitere deutsche Komödie zu drehen, und die ist tatsächlich lustig geworden.“

## Auszeichnungen
Die Filmbewertungsstelle Wiesbaden verlieh dem Film das Prädikat „wertvoll“. Der Film wurde in den Kategorien Bester Film und Beste Hauptdarstellerin (Lisa Martinek) beim Deutschen Filmpreis nominiert. Er gewann 1998 den Publikumspreis beim Max-Ophüls-Festival.